# パトリック・ヴァイラウフ
パトリック・ヴァイラウフ（Patrick Weihrauch, 1994年3月3日 - ）は、ドイツ出身のサッカー選手。ポジションはFW。1.FCディナモ・ドレスデン所属。

## 経歴
2012‐2013シーズンにバイエルンの下部組織からトップチームに昇格。
2016年6月2日、ヴュルツブルガー・キッカーズに移籍した。
2017年6月9日、アルミニア・ビーレフェルトに移籍した。
2020年、1.FCディナモ・ドレスデンに2年契約で移籍した。

## タイトル
クラブ
バイエルン・ミュンヘン
- ブンデスリーガ 2012-13、2013-14
- DFLスーパーカップ 2012-13
- FIFAクラブワールドカップ 2013
- DFBポカール 2013-14